# Parc national Bjeshkët e Nemuna
Le parc national Bjeshkët e Nemuna (en albanais : Parku Kombëtar Bjeshkët e Nemuna) est un parc national du Kosovo. Il est situé dans la ville de Junik-Gjocaj et du district de Pejë, à l'ouest du Kosovo, le long des frontières avec l'Albanie et le Monténégro. Le parc englobe 63 028 hectares (630 km²) de montagnes, avec de nombreux lacs, des forêts denses de feuillus et de conifères et des paysages alpins. Le parc a été créé pour protéger ses écosystèmes et leur biodiversité, ainsi que le patrimoine culturel et historique.
Il est l'un des 2 parcs nationaux du pays, créés par le gouvernement le 13 décembre 2012.
L'Union internationale pour la conservation de la nature (UICN) a classé le parc en catégorie II. Notamment, le parc a été reconnu comme zone d'importance internationale pour les oiseaux, en vertu de la Convention BirdLife International.

## Géographie
Bjeshkët e Nemuna (qui signifie Les Monts Maudits en albanais) sont la continuation géologique la plus méridionale des Alpes dinariques. La partie comprise dans le territoire du pays s'étend environ sur 26 km d'est en ouest et sur 50 km du nord au sud. Le point culminant du parc s'élève à une altitude de 2 656 m au mont Djeravica, qui est le deuxième plus haut sommet de la montagne et le point culminant du pays.
La large gamme d'altitudes et la topographie accidentée de la montagne a créé des conditions favorables à une diversité de la végétation et une riche biodiversité. Les grands mammifères tels que les chats sauvages, l'aigle royal, chamois, chevreuils, loups gris, ainsi que des espèces rares ou menacées comme le lynx et l'ours brun peuvent être trouvés dans les forêts du parc. Un grand nombre d'espèces d'oiseaux, plus d'une douzaine d'espèces de poissons, et quelques reptiles et amphibiens ont été signalés. En tout, ce sont près de 37 espèces de mammifères, 148 espèces d'oiseaux, 10 espèces de reptiles, 13 espèces d'amphibiens et de 129 espèces de papillons qui ont été recensés à l'intérieur des limites du parc. En termes de phytogéographie, le parc fait partie des forêts mixtes des Balkans, et appartient à l'écorégion de la région Paléarctique, forêts tempérées décidues et mixtes.

## Végétation
La flore est très variée et caractérisée par un fort endémisme. Un total de plus de 1 000 plantes espèces ont été identifiées.
La végétation est divisée en six zones distinctes selon l'altitude. La zone de chênaies de la forêt, se situant à une altitude d'environ 800 mètres, est dominée, entre autres par le chêne de Hongrie, le quercus Cerris, et le quercus petraea. La zone de hêtres se trouve dans la partie orientale du parc, à une altitude allant de 900 mètres jusqu'à 1320 mètres. Cela inclut également des forêts de sapins, de sycomores, et de pins de Bosnie. À l'étage supérieur, la forêt est principalement couverte de sapins, d'épicéas et de charmes, entre 1 200 et 1540 mètres. Dans ces sombres forêts de conifères, les espèces les plus répandues sont le pin de Bosnie, l'épicéa commun et le pin de Macédoine. Les forêts de sapins proprement dites sont situées à une altitude de 1850-1930 mètres, et sont caractérisées par des espèces endémiques telles que le pin des Balkans. La zone la plus élevée, située à une altitude de 1850 à 2050 mètres, est recouverte d'herbe, de mousse, de lichen et de 55 espèces de plantes herbacées. Les types les plus communs incluent le géranium des bois, la fraise, la gentiane et le myosotis des bois.

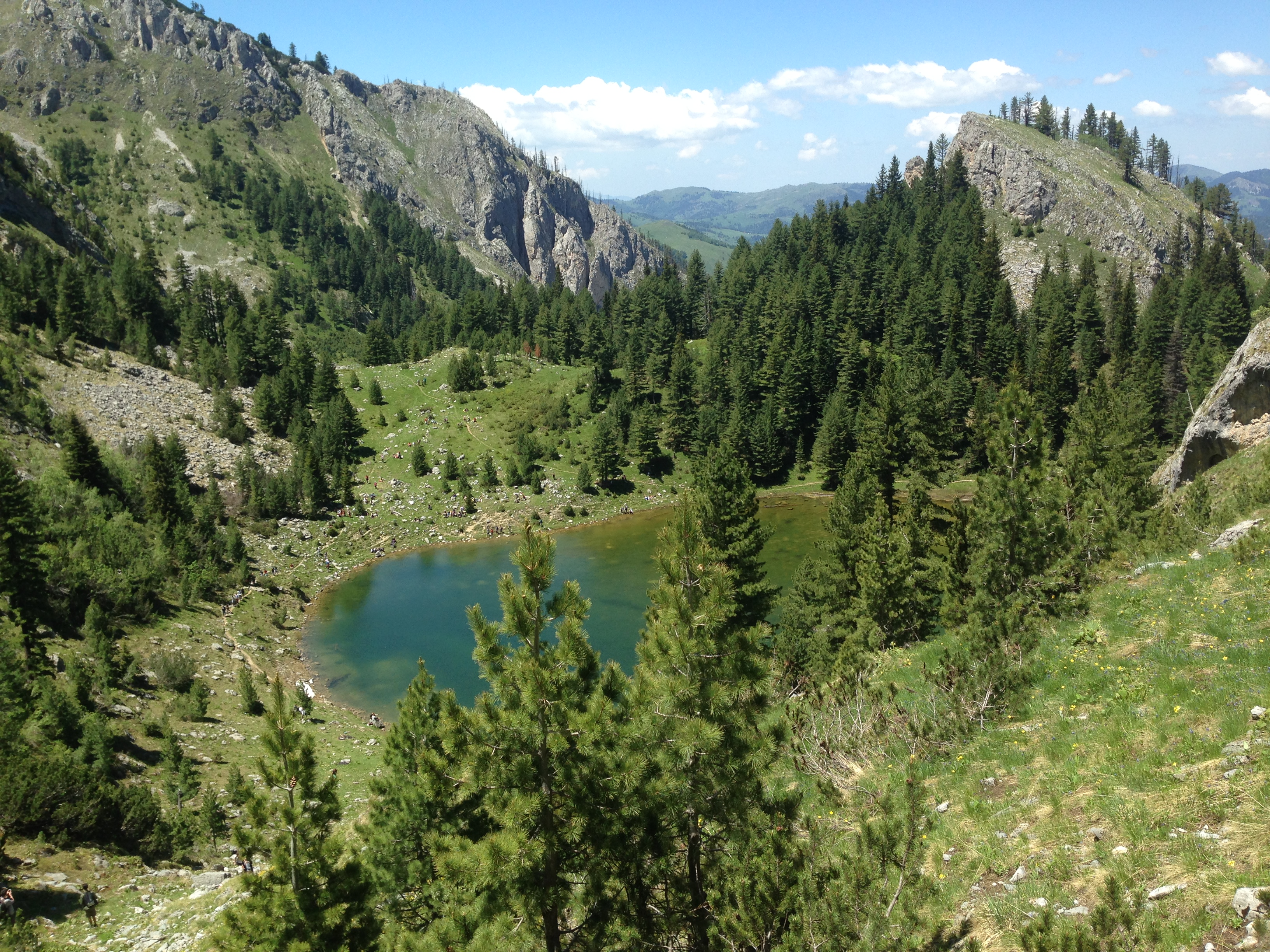
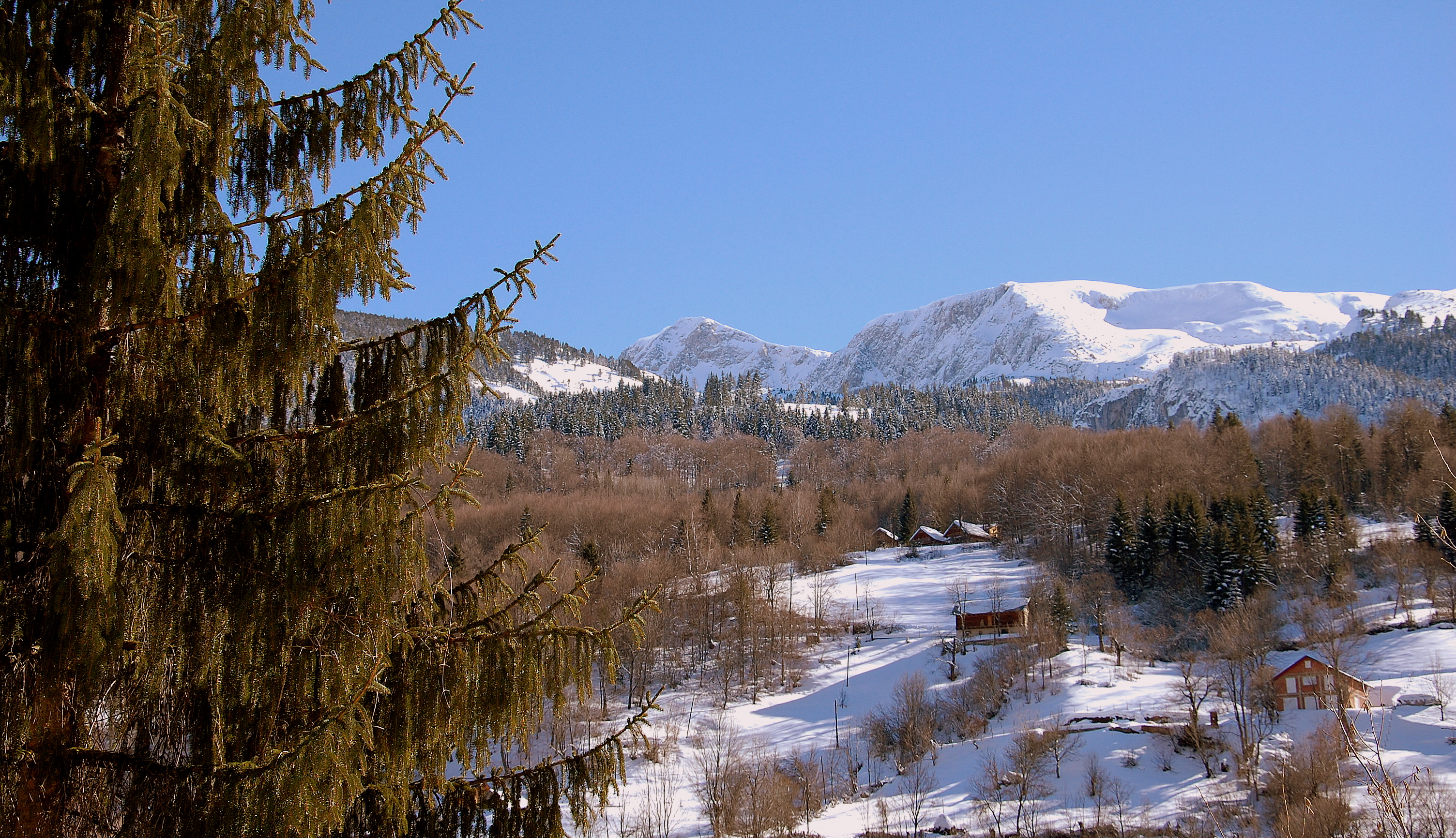
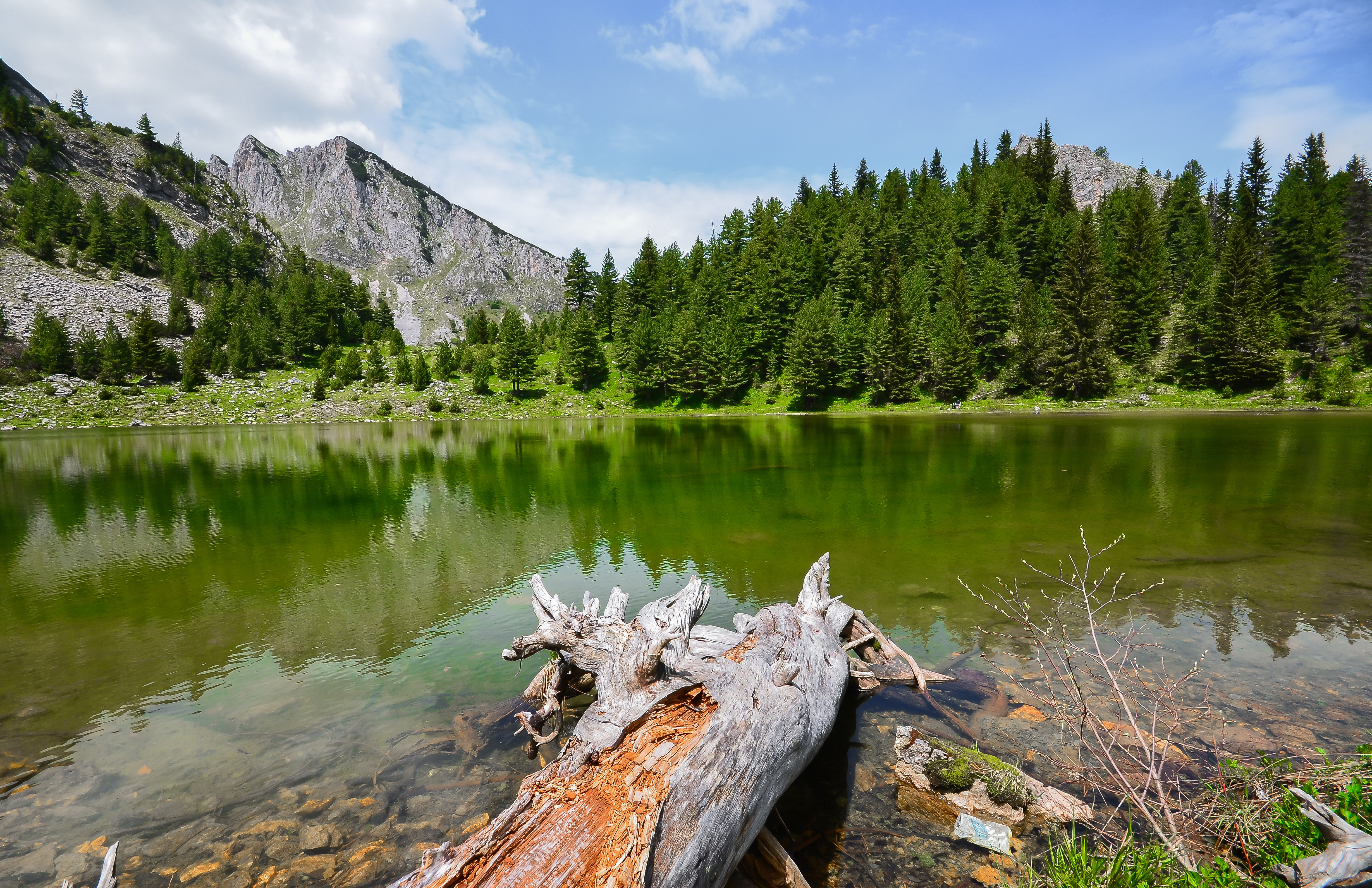
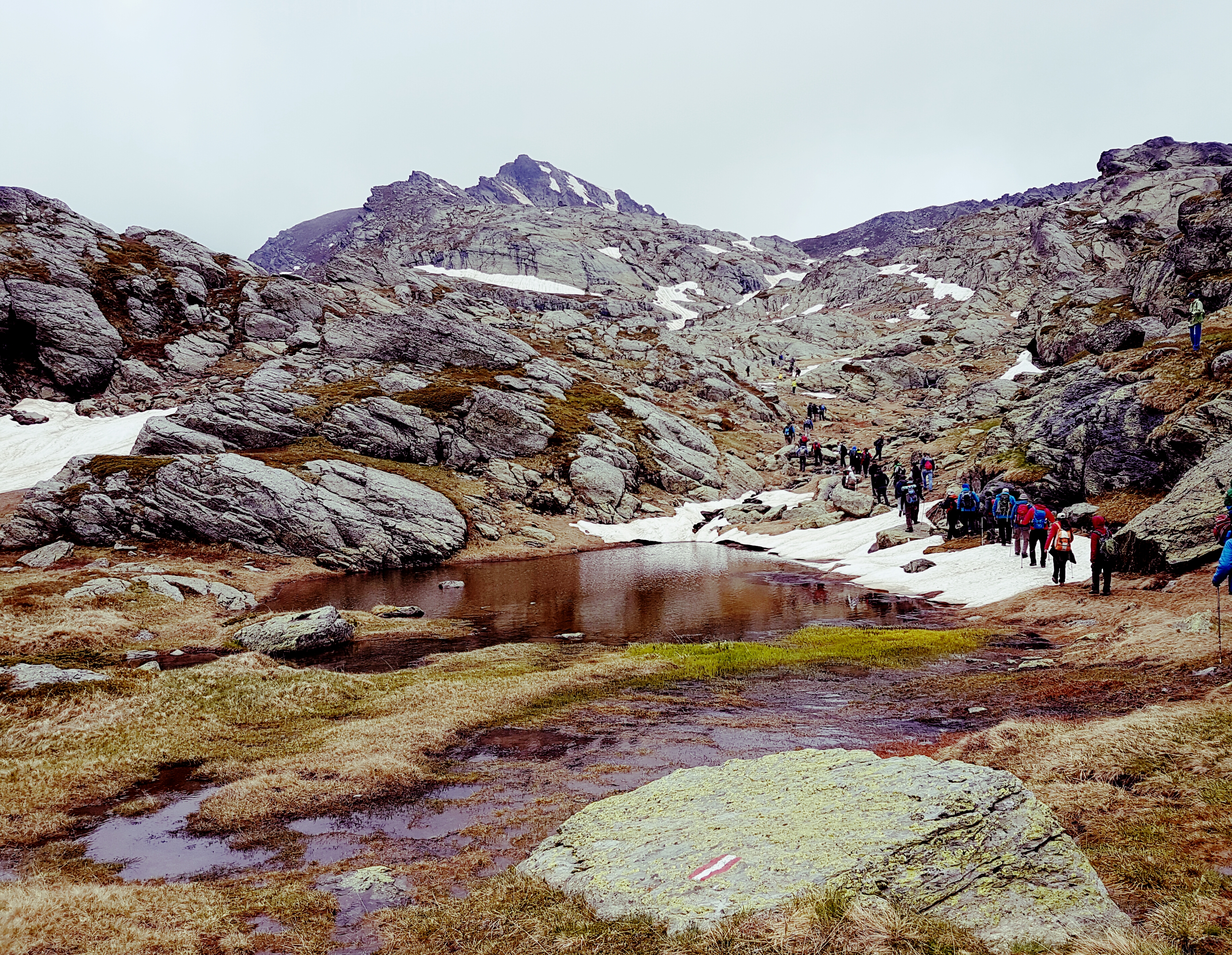
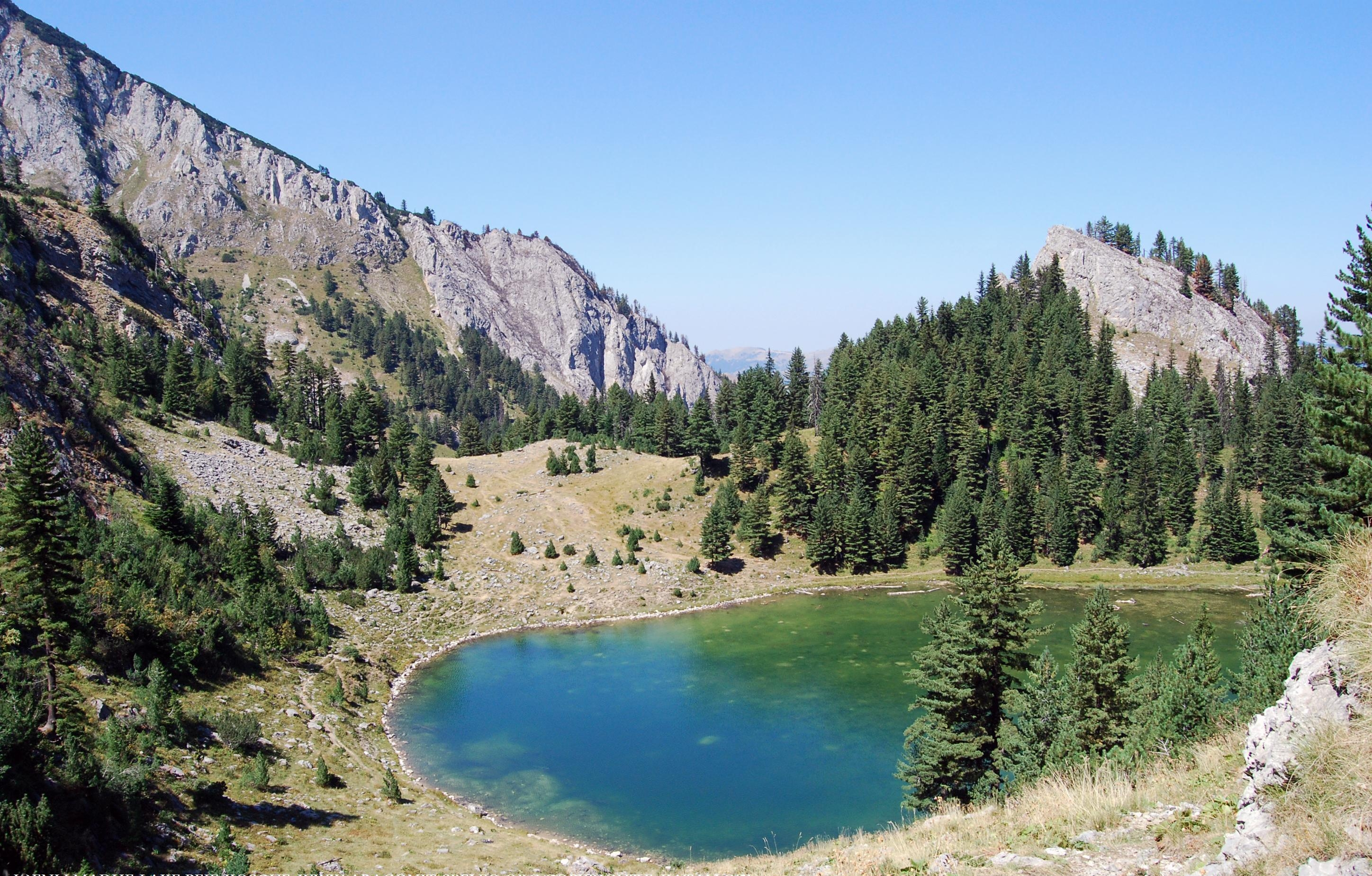